# Jurojin (banda)
Jurojin es una banda de rock experimental proveniente de Londres, Reino Unido. Fundada en 2008, la banda incorpora varias influencias incluyendo música folclórica de Inglaterra, rock progresivo, música clásica de la India, y heavy metal. Jurojin se destaca en su campo por incluir un tocador de Tabla.
En 2010 Jurojin lanzó su primer disco, "The Living Measure Of Time".

## Discografía
- The Living Measure Of Time - 2010